# Mandinka
Mandinka su Mande narod u Zapadnoj Africi, čiji predstavnici fizički ili kulturno potječu od drevnog Malijskog Carstva koje je kontroliralo transsaharsku trgovinu od Bliskog istoka do Zapadne Afrike. U ranom 13. stoljeću su bili pod vodstvom Sundiate Keite. U istom stoljeću su se proširili s teritorije današnjeg Malija, stvorivši veliko carstvo. 
Mandinka sada ima preko tri milijuna, te žive u raznim zemljama širom Zapadne Afrike: Burkini Faso, Obali Bjelokosti, Gambiji, Gvineji Bisau, Liberiji, Maliju, Senegalu i Sijera Leoneu. U manjem broju žive u gotovo svakoj drugoj zemlji Zapadne Afrike. 
Zajednički dijalekt je mandinka u Gambiji i Senegalu, malinké u Gvineji i Maliju te soninke u južnim državama Zapadne Afrike, kao i svaki drugi zapadnoafrički jezik koji završava na 'ke' or 'ka' (što znači "govor" ili "narod").
Martin R. Delany, radikalni abolicionist u SAD-u 19. stoljeća, bio je porijeklom Mandinka. Jedan vrlo poznati Mandinka je Kunta Kinte, glavni lik u knjizi Korijeni Alex Haleya i istoimenoj televizijskoj mini-seriji. Haley je tvrdio da potječe od Kinte, iako su njegove tvrdnje kritizirali profesionalni povjesničari i barem jedan genealog kao nevjerodostojne (v. D. Wright's, The World and A Very Small Place). 
Mr. T, američka televizijska zvijezda, jednom je izjavio kako je njegova prepoznatljiva frizura nastala na osnovu fotografije Mandinka ratnika koju je vidio u časopisu National Geographic.

## Vanjske poveznice
- Afrički narodi  Arhivirana inačica izvorne stranice od 19. veljače 2020. (Wayback Machine) (engl.)
- Mandinka  Arhivirana inačica izvorne stranice od 28. prosinca 2005. (Wayback Machine)
- Malinke  Arhivirana inačica izvorne stranice od 31. svibnja 2010. (Wayback Machine)